# Croton leucophlebius
Espèce
Croton leucophlebius est une espèce de plantes à fleurs du genre Croton et de la famille Euphorbiaceae présente à Cuba (Sierra de los Organos).
Il a pour synonyme :
- Oxydectes leucophlebia, (C.Wright ex Griseb.) Kuntze